# 요즈마
요즈마(Yozma), 요즈마 프로그램(Yozma Program) 또는 요즈마 펀드(Yozma Fund)는 이스라엘 경제에서 벤처 캐피탈, 엔젤 투자 및 사모 펀드를 시작하는 데 도움을 주기 위해 1993년 정부 자금 지원 프로그램으로 처음 시작된 이스라엘의 벤처 캐피털 조직이다. 정부 보조금 중 2,000만 달러는 요즈마 펀드에 사용되었고, 정부가 제공한 나머지 8,000만 달러는 이스라엘에서 자체 벤처 캐피탈 펀드를 조성하기 위해 다른 외국 및 국내 기업의 40%에 맞춰 사용되었다. VC 회사는 5년에 걸쳐 정부 지분을 환매할 수 있었고 대부분이 그렇게 했다. 요즈마 펀드는 1997년 민영화되어 요즈마 그룹이 되었다.

## 같이 보기
- 이스라엘의 경제
- 투자은행